# 주문진항 해전
주문진항 해전은 1950년 7월 2일 강원도 강릉시 주문진읍 인근의 바다에서 벌어진 전투로 주문진 해전이라고도 한다. 한국 전쟁 초기에 유엔군 진영에 참전했던 미국과 영국 해군이 북한 해군과 싸운 첫 전투로 유엔군이 동해의 제해권을 장악하는 계기가 되었다. 반면 북한에서는 인민군의 소함대가 미합중국 해군의 공급 함대를 물리쳤다고 주장한다.

## 배경과 원인
1950년 6월 25일 북한군은 동해안 지역에서도 제5사단과 제766유격대, 제945육전대 등을 동원해 남침을 해왔다. 북한군 제5사단과 제1경비여단은 38선을 넘어 양양에서 주문진 방면으로 공격해왔으며, 제945육전대와 제766유격대는 정동진과 삼척 인근의 해안에 상륙해 협공을 가해왔다. 이 지역 38선 경비를 담당하던 국군 제8사단은 6월 28일까지 강릉에서 북한군과 전투를 벌였으나 대관령 일대로 물러났다.
국군 제8사단이 퇴각해 동해안의 방어체제가 무너지자 북한군 제5사단은 6월 29일에는 울진 일대까지 남하했다. 육군본부는 포항을 지키기 위해 국군 제3사단을 이 지역으로 보냈고, 제3사단은 울진과 평해 지역에 방어선을 구축해 북한군의 남하를 저지하고 나섰다.
한편, 한국전쟁이 발발하자 미국은 지상군 투입을 결정하기 전에 공군과 해군을 먼저 보내 한국군을 지원했다. 미 극동해군사령부 소속의 순양함인 주노 호(USS Juneau)도 곧바로 한국전쟁에 투입되어 북한군의 상륙을 저지하기 위해 동해를 순항했으며, 6월 29일에는 묵호항에 집결해 있던 북한군에 함포 사격을 가하기도 했다.

## 발발과 전개 과정
7월 2일에도 주노 호는 영국 해군 소속의 블랙스완 호(HMS Black Swan), 자메이카 호(HMS Jamaica)와 함께 함대를 구성해 동해를 순항하다가, 주문진 인근 바다에서 4척의 어뢰정(魚雷艇)과 2척의 포함(砲艦)으로 구성된 북한군 함대가 탄약을 실은 10척의 화물선을 호위하고 있는 것을 발견했다.
북한의 함대가 포격을 가해오면서 해전이 벌어졌으나 주노 호 등의 포격으로 북한의 어뢰정 3척이 격침되자 나머지 선박들은 모두 달아났다. 주노 호는 7월 3일 아침 주문진항으로 도망친 화물선을 발견해 모두 격침시켰다.

## 결과와 영향
주문진 해전은 대한해협 해전과 함께 한국전쟁 발발 직후에 벌어진 가장 대표적인 해전이다. 이 전투에서 국군과 유엔군은 모두 북한군에 승리를 거두면서 제해권을 장악했다. 때문에 북한군은 해상을 통한 대규모 침투와 상륙 작전을 포기할 수밖에 없었으며, 해상을 통한 수송도 할 수 없어서 군수품의 보급에도 어려움을 겪게 되었다.

## 사진

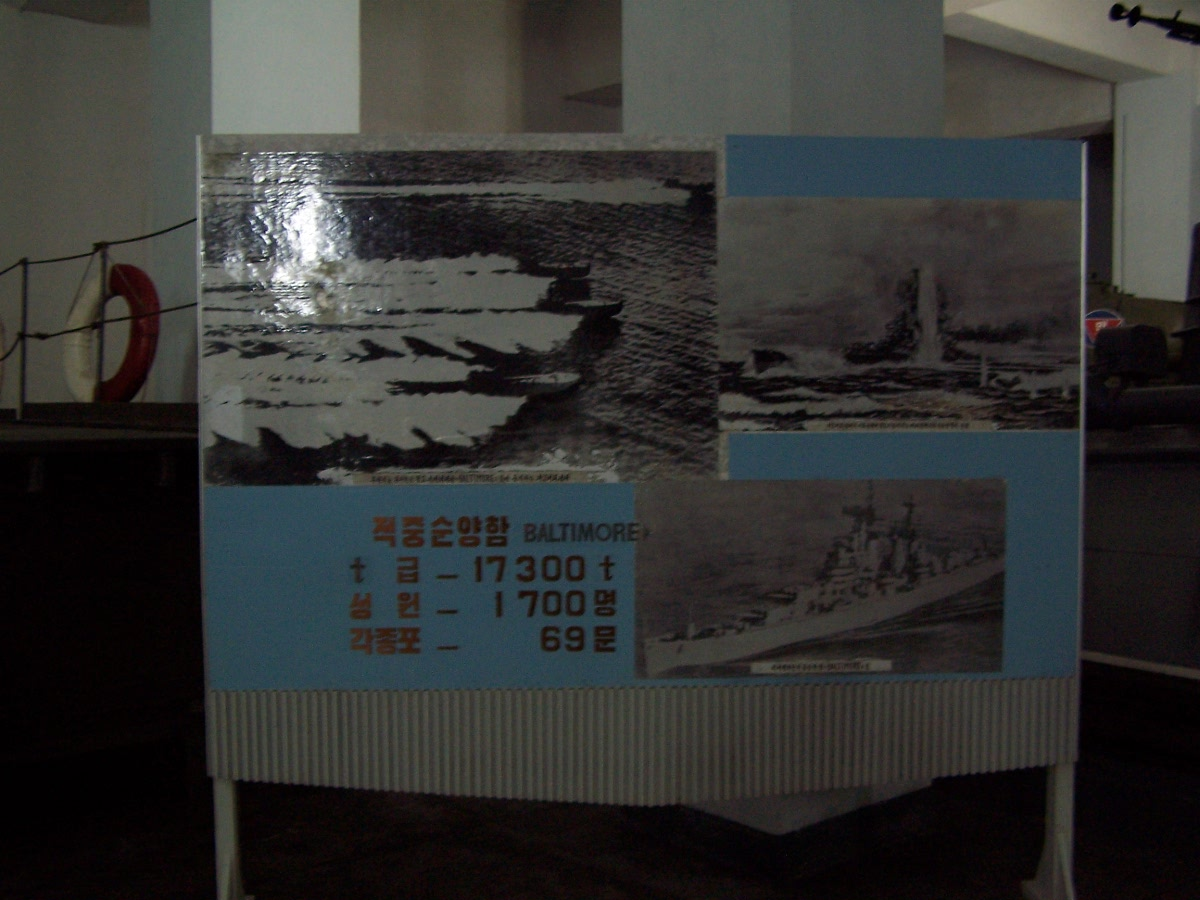
조선민주주의인민공화국의 조국해방전쟁 기념박물관에 전시된 선전 자료로 군함 볼티모어를 유엔의 함선이므로 이를 조선민주주의인민공화국 측 어뢰정으로 격침시켰다고 주장한다.